# Bois de Vincennes

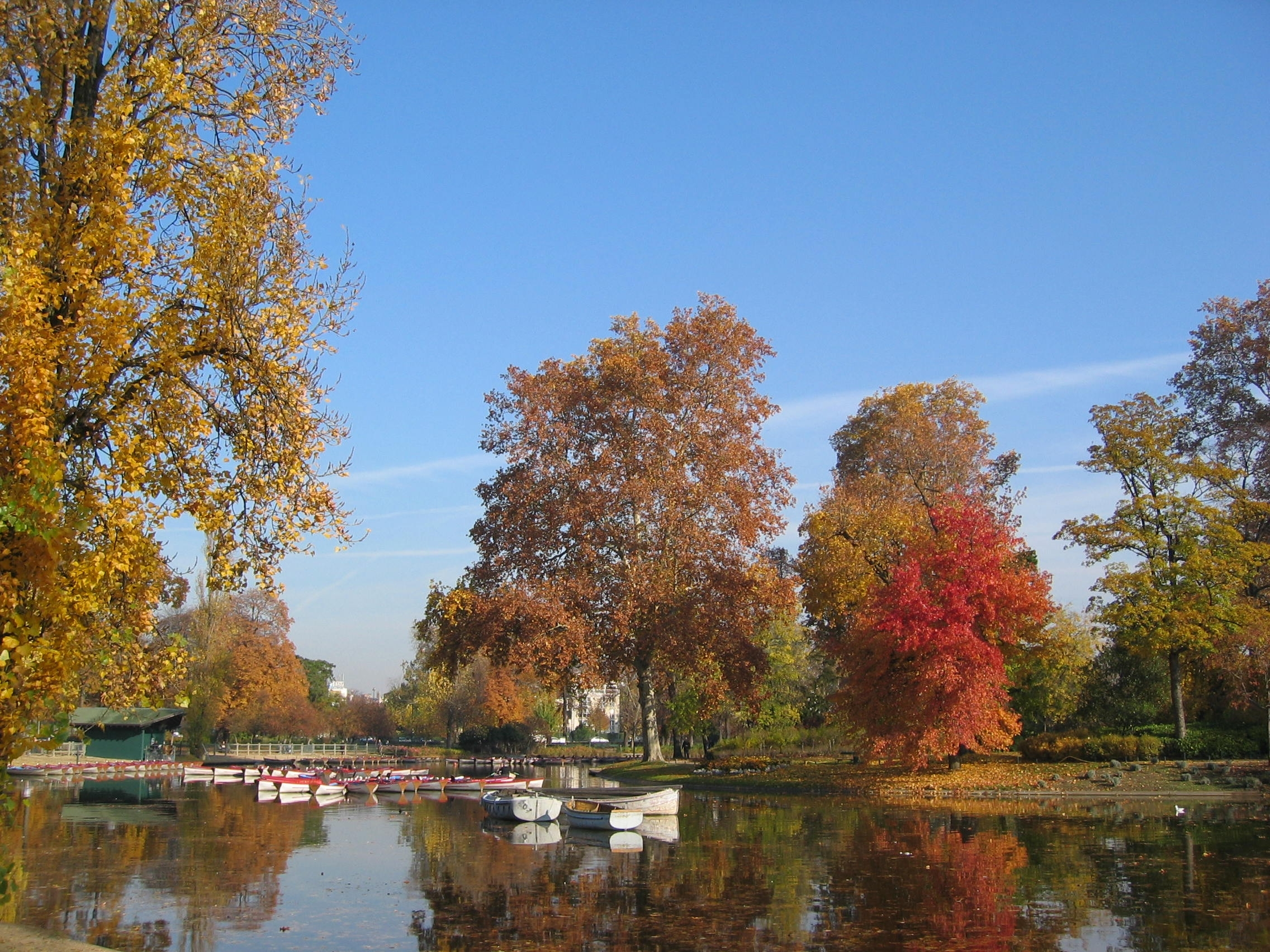
Lac Daumesnil im Bois de Vincennes

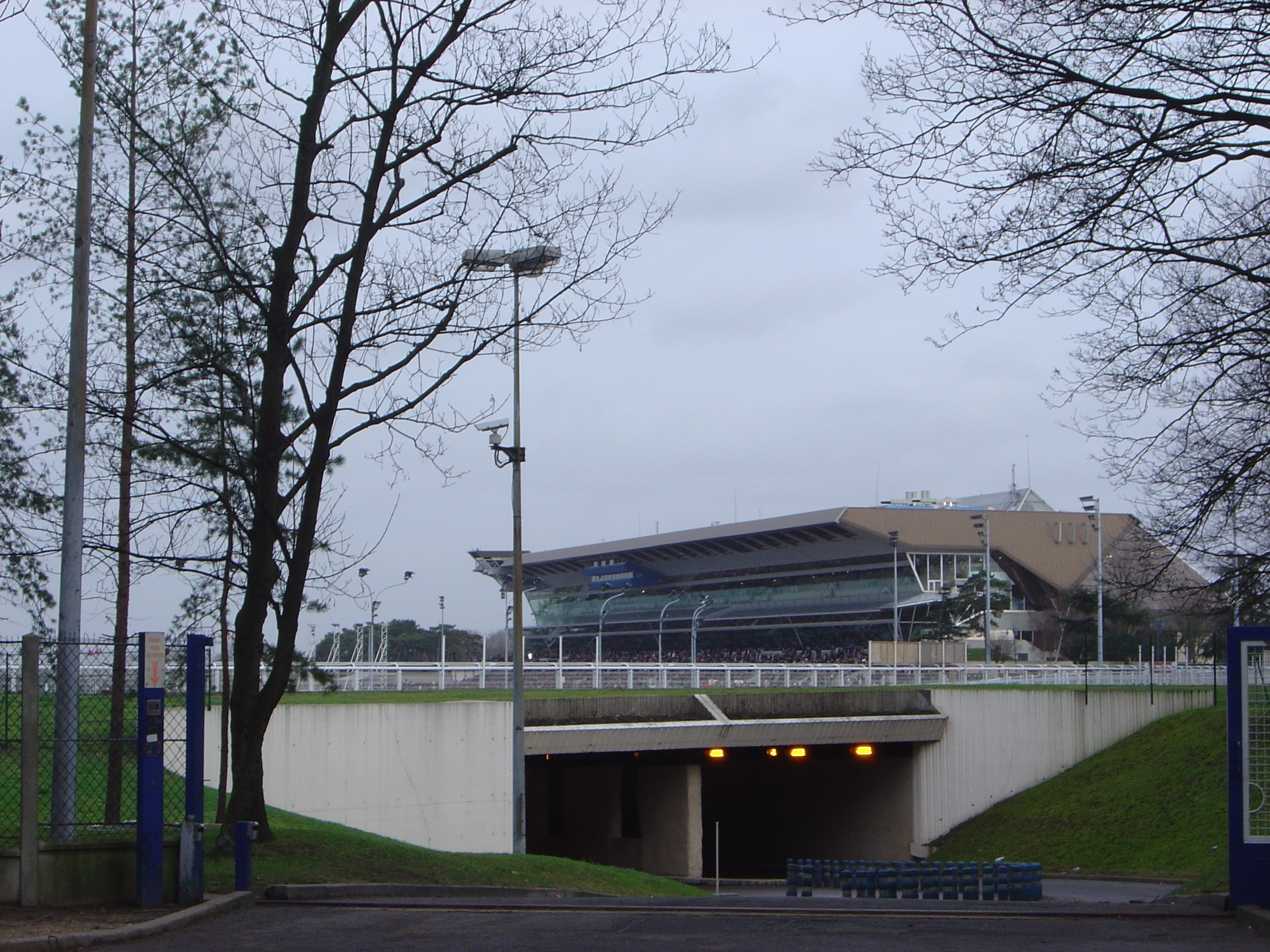
Trabrennbahn Hippodrome de Vincennes

Der Bois de Vincennes ist einer der beiden teilweise als englische Landschaftsparks gestalteten Stadtwälder von Paris. Mit einer Fläche von 995 Hektar oder 9,95 km² ist er eines der bedeutendsten Naherholungsgebiete der Stadt und beliebtes Ausflugsziel.
Der Wald liegt im 12. Arrondissement und bildet den östlichsten Ausläufer der Stadt. Er wird im Norden begrenzt von dem Ort Vincennes mit dem gleichnamigen Schloss und von Fontenay-sous-Bois, im Osten von Nogent-sur-Marne und Joinville-le-Pont, im Süden von Saint-Maurice und Charenton-le-Pont sowie im Westen von der Ringautobahn Périphérique und Saint-Mandé. Dies entspricht in etwa der Fläche, die diese damals königliche Domäne bereits im 11. Jahrhundert einnahm.
Die Anziehungskraft des Bois de Vincennes, die zahlreiche Ausflügler in den Wald lockt, begründet, abgesehen von den Waldflächen (365 ha) mit ihren Wanderwegen (60 km) und Reitwegen (19 km), den drei künstlichen Seen und ihren Inseln sowie dem Blumenpark Parc floral de Paris (28 ha), das hohe Angebot an Sportanlagen und sonstigen Freizeit-, Vergnügungs- und Unterhaltungsstätten. Hier befinden sich unter anderem die Trabrennbahn Hippodrome de Vincennes, das Sportinstitut INSEP (Institut national du sport, de l’expertise et de la performance), mehrere Reitklubs, der Zoo von Vincennes, das Théâtre de l'Épée de Bois sowie weitere Bildungs- und Forschungseinrichtungen, darunter die Botanikschule École Du Breuil und ihr Arboretum, ein Modell-Bauernhof und eine Schule für die Ausbildung von Blindenführhunden. Es werden Fahrräder vermietet und Ruderboote, mit denen man zu den Inseln übersetzen kann. Für das leibliche Wohl sorgen zahlreiche Kaffeegärten und Restaurants.

## Name
Die Bedeutung des Namens ist nicht bekannt. Erstmals urkundlich erwähnt wurde dieses Gebiet unter der Bezeichnung Vilcena in einer Urkunde der Abtei von Saint-Maur aus dem Jahr 847. Es ist bisher nicht gelungen, eine glaubwürdige Erklärung für die Herkunft dieses Namens zu finden.

Bois de Vincennes

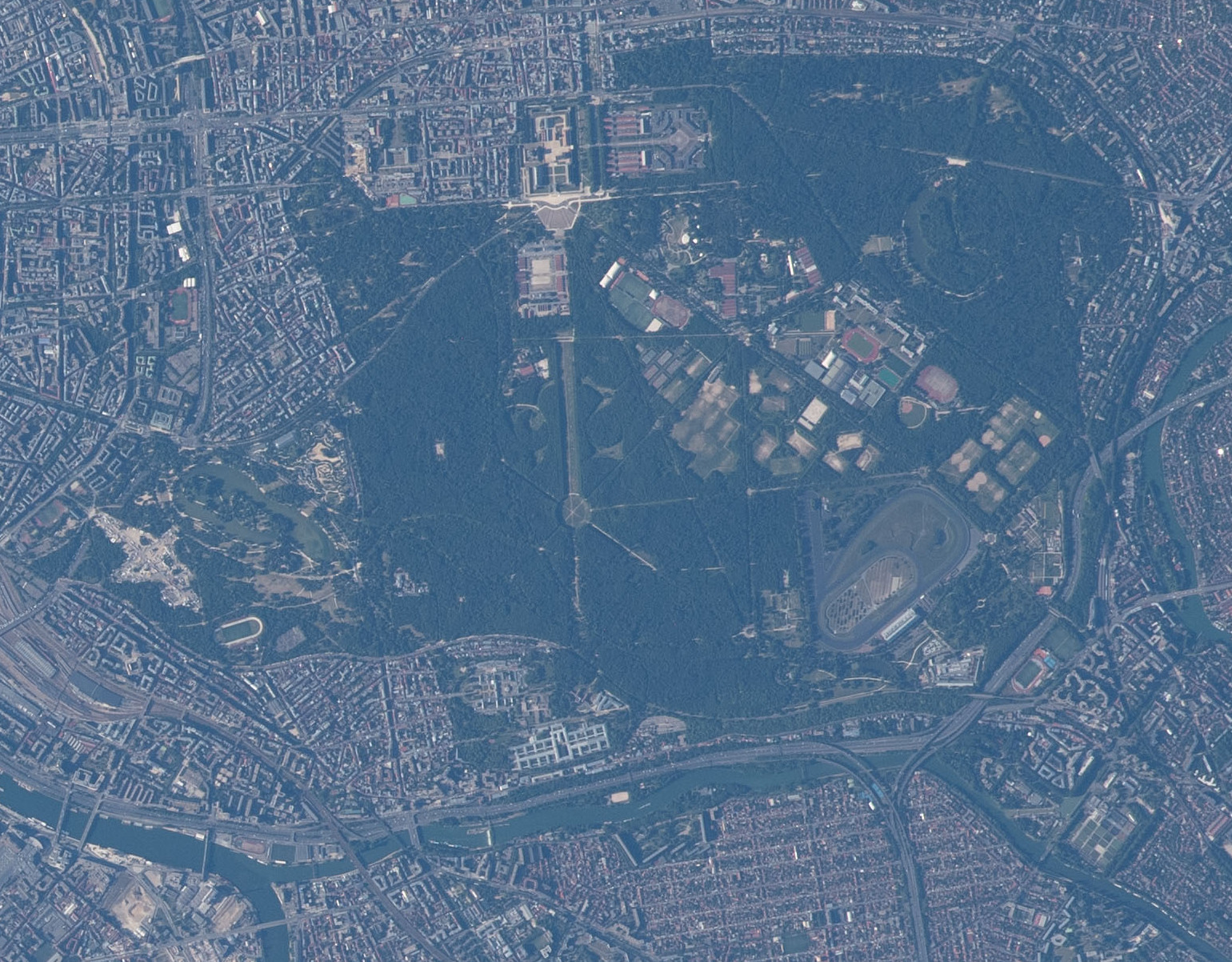
Aus der Internationalen Raumstation gesehen

## Geschichte
Der Bois de Vincennes ist einer der letzten Überreste der Waldkrone, die in früheren Zeiten das antike Lutetia umgab.

### Mittelalter
Im 9. Jahrhundert gehörte er zur Diözese von Paris, kam im 11. Jahrhundert an die Krone und wurde fortan als königliches Jagdrevier genutzt.
Ludwig VII. veranlasste im Jahr 1164 die Ansiedlung von Mönchen aus dem Kloster von Gramont im Limousin. Schon 1183 musste sein Sohn Philippe-Auguste die umliegenden Abteien, die von einem großen Teil des Waldes Besitz ergriffen hatten, in ihre Schranken zurückweisen. Er schützte den auf eine Fläche von 50 Morgen reduzierten Wald durch eine 12 km lange Mauer, ließ Rehe und Hirsche aussetzen und einen schon damals bestehenden königlichen Jagdpavillon durch ein Herrenhaus ersetzen, an dessen Standort im 14. Jahrhundert das Schloss von Vincennes entstehen sollte. Die folgenden Könige strebten die integrale Wiederherstellung des Waldes an, dessen Fläche, obgleich das Parlement (oberster Gerichtshof) während des Hundertjährigen Krieges Holzschläge angeordnet hatte, um die durch den strengen Winter des Jahres 1419 verursachte Not zu lindern, unter Ludwig XI. auf 200 Morgen angestiegen war. 1475 befahl der König Olivier le Daim, 3000 Eichen anpflanzen zu lassen.

### Frühe Neuzeit
1551 ließ Heinrich II. den Wald weiter aufforsten und Eicheln säen.

### 17. und 18. Jahrhundert
Ludwig XIV. vergrößerte den Wald abermals und ließ das Schloss verschönern und erweitern. Sein Nachfolger Ludwig XV. betraute Alexandre Claude Lefebvre de la Faluère mit einer erneuten Aufforstung, im Zuge welcher der bisher natürlich gewachsene Wald, der bisher immer noch als Jagdrevier diente, sich, wenngleich zunächst auch sehr langsam, zu einem künstlichen Park entwickelte. Es wurden geradlinige Wege gezogen, kreisförmige Plätze an ihren Kreuzungen angelegt, die teilweise künstlerisch ausgestaltet wurden, wie beispielsweise die heutige „route du Polygone“ mit einem Obelisken (1731). Ludwig XV. ließ schließlich auch sechs Portale in die Mauer brechen und öffnete den Wald für das Publikum.

### 19. und 20. Jahrhundert
Im 19. Jahrhundert wurde der Wald zum militärischen Übungsgelände. Ein Teil des Waldes wurde für den Bau von Kasernen, Schießplätzen und Manövergeländen gerodet. 1860 überließ Napoléon III. den Bois de Vincennes der Stadt Paris mit dem Auftrag, ihn ähnlich dem Bois de Boulogne im englischen Stil neu zu gestalten.
Baron Haussmann übertrug den Auftrag dem Landschaftsarchitekten Jean-Charles Alphand, der den Geschmack des Kaisers gut kannte. Er ließ das weitgehend versteppte Gelände aufforsten und mit künstlichen Hügeln und drei Seen versehen. Der Lac de Gravelle wird aus der Marne gespeist und dient als Reservoir für den Lac Daumesnil, den Lac de Saint-Mandé und die künstlichen Flüsse, die den Park durchziehen. 1863 wurde die Pferderennbahn Hippodrome du Plateau de Gravelle, heute Hippodrome de Vincennes, eröffnet. Haussmann versuchte, wie beim Bois de Boulogne, auch hier Einnahmen durch den Verkauf von Randgrundstücken der aufgewerteten Großgrünfläche zu erzielen, allerdings mit weniger Erfolg (wegen des sozialen West-Ost-Gefälles der Stadt Paris). In der Dritten Republik wurde nach 1871 die militärische Nutzung des Bois de Vincennes erneut intensiviert. Erst 1947 wurden eine größere Artilleriestellung und ein Exerzierfeld dem Park eingegliedert.
Für die Olympischen Sommerspiele 1900 entstanden Sportanlagen und die Wege wurden ausgebaut. So fanden die Wettbewerbe im Bogenschießen im Park statt. 1919 wurde das Pershing-Stadion gebaut, in dem in den 1920er Jahren bedeutende Sportwettkämpfe stattfanden.
1931 fand die Pariser Kolonialausstellung im Park statt, die 33 Millionen Besucher zählte. Die meisten Pavillons im Stil der Architektur der Kolonialvölker wurden nach der Veranstaltung abgetragen, das einzig erhaltene architektonische Zeugnis der Ausstellung ist der Palais de la Porte Dorée am westlichen Ende des Bois, in dem sich heute ein Aquarium und das Einwanderungsmuseum Cité nationale de l’histoire de l’immigration befindet.
1929 wurde der Bois de Vincennes offiziell in die Stadt Paris eingegliedert, gehört jedoch wie der Bois de Boulogne nicht wirklich zur Stadt, da sich das Land in staatlichem Besitz befindet. Entsprechend dem niedrigeren sozialen Status des Bois de Vincennes ist heute auch die Beeinträchtigung durch die Ringautobahn Boulevard périphérique stärker als beim Bois de Boulogne im „noblen“ Westen der Stadt.

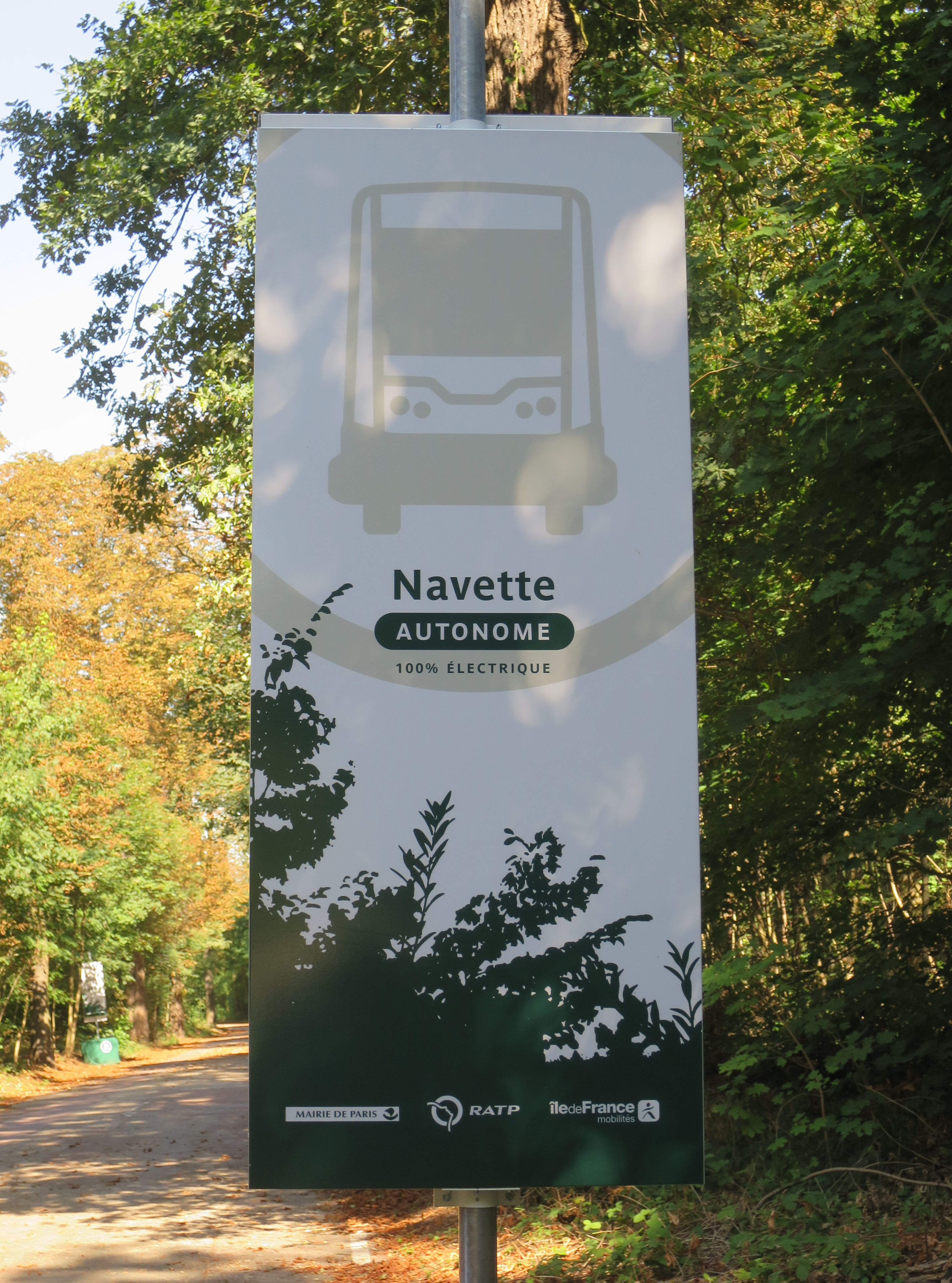
Warnschild für den Verkehr des „autonomen Busses“

Im Bois des Vincennes verkehrt fahrerlos ein „autonomer Bus“, ausgehend von der Metro-Station Chateau de Vincennes, in den Park, weitestgehend auf einer für den übrigen Autoverkehr gesperrten Straße. Betrieben wird er von RATP.